# Mont Nekoma
Le mont Nekoma (猫魔ヶ岳, Nekoma-dake, Nekoma-gadake) est un stratovolcan culminant à 1 404 m d'altitude à l'ouest du mont Bandai, près de la ville de Bandai et du village de Kitashiobara dans la préfecture de Fukushima au Japon. Il est également proche du lac Inawashiro et de l'étang Oguni.